# Raphael von Brooklyn

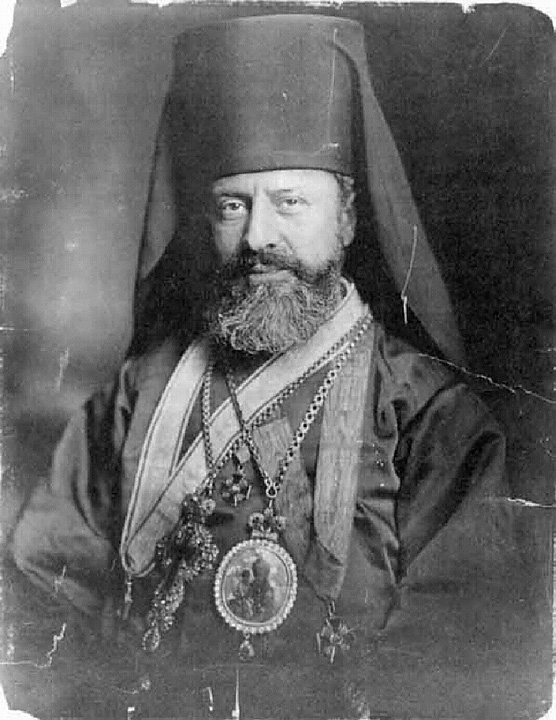
Saint Raphael of Brooklyn

Raphael von Brooklyn (arabisch سان رافائيل من بروكلين, geboren als Raphael Hawaweeny arabisch رفائيل هواويني, russisch Рафаил Хававини; * 20. November 1860 in Beirut, Libanon, Osmanisches Reich; † 27. Februar 1915 in Brooklyn, Vereinigte Staaten) war Bischof der Russisch-Orthodoxen Kirche, Auxiliary Bishop von Brooklyn, Vikar der Nordamerikanischen Diözese, und Oberhaupt der Syro-Arabischen Orthodoxen Mission. Er war der erste Orthodoxe Bischof, der in Amerika konsekriert wurde.

## Leben
Hawaweeny wurde in Beirut (heute Libanon) geboren. Seine Eltern waren damaszener Syrer, die nach einem Massaker im Bürgerkrieg im Libanongebirge nach Beirut geflohen waren. Er begann seine Ausbildung an der Patriarchalen Schule in Damascus, damals der führenden griechisch-orthodoxen Institution für höhere Bildung in der Levante unter der Leitung von Joseph von Damascus (1793–1860), und setzte seine Studien am Seminar von Chalki des Ökumenischen Patriarchats von Konstantinopel im damaligen Osmanischen Reich und danach an der Geistlichen Akademie Kiew im damaligen Russischen Kaiserreich fort.

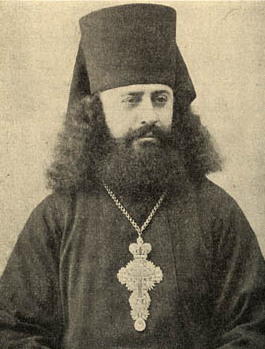
Archimandrit Raphael kurz nach der Ankunft in Amerika

Raphael wurde 1895 von Zar Nikolaus II. als Priester nach New York City entsandt, um den orthodoxen Christen vor Ort Seelsorge zu gewähren. Die Gemeinschaft bestand zu dieser Zeit vor allem aus russischen und levantinischen Einwanderern.
1904 wurde er als erster orthodoxer Bischof in Nordamerika geweiht. Die Konsekration erfolgte in New York durch Erzbischof Tichon und Bischof Innocent (Pustynsky). Er diente als Bischof von Brooklyn bis zu seinem Tod.
Im Laufe seiner Amtszeit als Weihbischof der Russisch Orthodoxen Kirche in Amerika gründete er die Kathedrale der Antiochian Orthodox Archdiocese of North America, installierte 29 Parochien und unterstützte die Gründung des St. Tikhon's Orthodox Monastery.
Er wirkte auch als Herausgeber und gründete 1905 die Zeitschrift der Antiochenischen Orthodoxen Erzdiözese, The Word (arabisch الكلمة, DMG al Kalimah).

## Ehrungen und Heiligsprechung
"Saint Raphael" wurde ursprünglich in New York beigesetzt. Im August 1989 wurden seine Überbleibsel in das Antiochian Village Camp in Ligonier (Pennsylvania) überführt. Dort wurde er auf dem Gelände der Antiochenischen Erzdiözese zusammen mit anderen Bischöfen und Klerikern beigesetzt.
Er wurde im Jahr 2000 vom Holy Synod der Orthodoxen Kirche in Amerika (OCA) heiliggesprochen. Sein Feiertag ist der 27. Februar, sein Todestag. Die Antiochenische Orthodoxe Kirche feiert sein Fest am ersten Samstag im November.
2015 feierten die Antiochenische Erzdiözese, die OCA und  die Russische Orthodoxe Kirche im Ausland den 100. Jahrestag der "Entschlafung" von St. Raphael.

## Werke
- Alēthēs tēs hieras Paradoseōs ennoia kai to mega autēs axiōma.
- Kānūn al-Thānī sanat, al Kalimah 1905.